# Nicolaevca, Anenii Noi
Nicolaevca este un sat din componența comunei Zolotievca din raionul Anenii Noi, Republica Moldova.

## Demografie
Structură etnică
     moldoveni (28,85%)
     ucraineni (60,58%)
     ruși (8,65%)
     găgăuzi (0%)
     bulgari (0%)
     români (0%)
     evrei (0%)
     polonezi (0,96%)
     țigani (0%)
     alte etnii / nedeclarată (0,96%)
Conform datelor recensământului din 2004, populația localității este de 104 locuitori, dintre care 51 (49,04%) bărbați și 53 (50,96%) femei. Structura etnică a populației în cadrul localității arată astfel:
- moldoveni — 30;
- ucraineni — 63;
- ruși — 9;
- polonezi — 1;
- altele / nedeclarată — 1.